# Tren de Cercanías de Nuevo México
El Tren de Cercanías de Nuevo México o New Mexico Rail Runner Express es un sistema de tren de cercanías que abastece al área metropolitana de Santa Fe y Albuquerque, Nuevo México. Inaugurado en julio de 2006, actualmente el New Mexico Rail Runner Express cuenta con 1 línea y 15 estaciones.

## Administración
El Tren de Cercanías de Nuevo México (New Mexico Rail Runner Express) es administrado por el Departamento de Transporte de Nuevo México y el Rio Metro Regional Transit District.